# Malabarsalangan
Malabarsalangan (Aerodramus unicolor) är en asiatisk fågel i familjen seglare som enbart förekommer i södra Indien och Sri Lanka.

## Utseende
Malabarsalanganen är en medesltor (12 cm) salangan med grunt kluven stjärt. Ovansidan är mörkbrun med likfärgad eller marginellt ljusare övergump. Undersidan är ljusbrun och tarserna saknar befjädring. Fåglar i Sri Lanka är svartare ovan och mörkare gråbruna under. De har även svartaktiga undre stjärttäclare och något kortare och mindre kluven stjärt.

## Utbredning och systematik
Fågeln förekommer enbart i sydvästra Indien, Sri Lanka och små öar utanför Malabarkusten. Den behandlas normalt som monotypisk, det vill säga att den inte delas in i några underarter. Populationen i Sri Lanka är dock så pass avvikande att den föreslagits utgöra ett eget taxon.

## Status och hot
Arten har ett stort utbredningsområde och en stor population, men tros minska i antal, dock inte tillräckligt kraftigt för att den ska betraktas som hotad. Internationella naturvårdsunionen IUCN kategoriserar därför arten som livskraftig (LC).